# 最佳演唱獎 (金曲獎)
傳藝金曲獎最佳演唱獎是由國立傳統藝術中心在臺灣舉辦的現行頒發獎項。

## 歷屆得獎暨入圍名單
|  | 獲獎者 |

### 最佳演唱獎（第8屆～第24屆）
| 年份 （屆次）   | 入圍作品 |
| --------------- | --- |
| 1997 （第8屆）  | 杜黑（台北愛樂合唱團指揮） 《映象中國》                                                                             |
| 1997 （第8屆）  | 湯慧茹／《羅西尼之歌：浪漫的夜曲》                                                                                  |
| 1997 （第8屆）  | 李寶春／《一夜京戲》                                                                                                |
| 1997 （第8屆）  | 魏海敏／《京劇經典唱腔典藏集二～六》                                                                                |
| 1998 （第9屆）  | 姜嘉鏘 《中國民樂百科全集 神韻系列－楓橋夜泊》                                                                      |
| 1998 （第9屆）  | 臺北愛樂合唱團（杜黑）／《臺灣原住民組曲－馬蘭姑娘》                                                                |
| 1998 （第9屆）  | 善牧太魯閣兒童合唱團（胡永寶）／《用愛點亮後山希望》                                                                |
| 1998 （第9屆）  | 蔡敏／《女高音蔡敏獨唱專集》                                                                                        |
| 1998 （第9屆）  | 劉燕榕／《中國民樂百科全集 神韻系列－靜夜思》                                                                       |
| 1999 （第10屆） | 江欣子 《紅田嬰》                                                                                                   |
| 1999 （第10屆） | 江欣子／《火金姑》                                                                                                  |
| 1999 （第10屆） | 郭英男／《CIRCLE OF LIFE生命之環》                                                                                  |
| 1999 （第10屆） | 北京天使合唱團（楊秀蘭）／《西北雨》                                                                                |
| 1999 （第10屆） | 一九九八世界青年合唱團（安德萊．托瑪斯）／《一九九八世界青年合唱團在台灣》                                          |
| 2000 （第11屆） | 林惠珍 《思情》 |
| 2000 （第11屆） | 馬玉萍／《中華說唱曲藝小百科－河南墜子》                                                                            |
| 2000 （第11屆） | 郭英男／《across the yellow earth》                                                                                 |
| 2001 （第12屆） | 台北男聲合唱團 《男聲合唱的魅力》                                                                                   |
| 2001 （第12屆） | 貝瑪千貝仁波切／《遙喚根本上師－藏咒精選二》                                                                        |
| 2001 （第12屆） | 北京天使合唱團／《童年》                                                                                            |
| 2001 （第12屆） | 張繼青／《牡丹亭（尋夢）－張繼青的崑曲藝術》                                                                        |
| 2002 （第13屆） | 福爾摩沙合唱團（指揮：蘇慶俊） 《天頂的星》                                                                         |
| 2002 （第13屆） | 種玉傑／《宋江坐樓》                                                                                                |
| 2002 （第13屆） | 台北愛樂合唱團／《霜降之歌》                                                                                        |
| 2002 （第13屆） | 台北愛樂合唱團（指揮：杜黑）／《佛教涅槃曲－佛說阿彌陀經》                                                          |
| 2002 （第13屆） | 林惠珍／《鄉情－感人的中文藝術歌曲》                                                                                |
| 2003 （第14屆） | 台北愛樂室內合唱團 《世紀歸零－現代台灣合唱經典》                                                                   |
| 2003 （第14屆） | 宋茂生／《奇妙的和諧─著名男高音歌劇詠嘆調》                                                                         |
| 2003 （第14屆） | 蔣進興／《給我的父親－郭英男》                                                                                      |
| 2003 （第14屆） | 陽光小雨二重唱／《展翅》                                                                                            |
| 2003 （第14屆） | 啞行／《朝山梵唄》                                                                                                  |
| 2004 （第15屆） | 芮斯 《芮斯歸來》                                                                                                   |
| 2004 （第15屆） | 布農山地傳統音樂團及霧鹿國小兒童合唱團／《Mihumisa(n)g 祝福你》                                                     |
| 2004 （第15屆） | 朱丁順／《台灣最後的走唱人》                                                                                        |
| 2004 （第15屆） | 福爾摩沙合唱團（指揮：蘇慶俊）／《和平的使者》                                                                      |
| 2004 （第15屆） | 林奐均／《你是我最愛》                                                                                              |
| 2005 （第16屆） | 太平國小布農兒童合唱團 《誰在山上唱歌》                                                                             |
| 2005 （第16屆） | 原舞者／《年的跨越》                                                                                                |
| 2005 （第16屆） | 福爾摩沙合唱團／《走過集體的記憶--台灣韻味薪傳唱》                                                                  |
| 2005 （第16屆） | 原音文化團／《馬蘭-來自阿美馬蘭部落的鄉音》                                                                         |
| 2005 （第16屆） | 費翔／《費翔「百老匯經典輯」》                                                                                      |
| 2006 （第17屆） | 原舞者 《牽Ina的手》                                                                                                |
| 2006 （第17屆） | 福爾摩沙合唱團／《源─駱維道合唱作品集》                                                                             |
| 2006 （第17屆） | 台北愛樂兒童合唱團／《永遠的楊喚》                                                                                  |
| 2006 （第17屆） | 詹怡嘉／《巴哈清唱劇選曲》                                                                                          |
| 2006 （第17屆） | 楊秀卿／《台灣念歌》                                                                                                |
| 2007 （第18屆） | 陸一嬋、倪百聰 《萬慧天 慧皇國》                                                                                    |
| 2007 （第18屆） | 福爾摩沙合唱團／《真情歌－台灣歌謠合唱菁選集》                                                                      |
| 2007 （第18屆） | 阿格／《阿格歌》 |
| 2007 （第18屆） | 台北愛樂合唱團／《錢南章：第二號交響曲"娜魯灣"台灣原住民合唱交響曲》                                                |
| 2007 （第18屆） | 陳依婷／《夢土－部落之心》                                                                                          |
| 2008 （第19屆） | 拉縴人男聲合唱團 《In love with you 暗戀男聲》                                                                      |
| 2008 （第19屆） | 王心心／《以音聲求》                                                                                                |
| 2008 （第19屆） | 台北藝術家合唱團／《因為愛》                                                                                        |
| 2008 （第19屆） | 蔣啟真／《夏日情懷－美聲精靈蔣啟真》                                                                                |
| 2008 （第19屆） | 福爾摩沙合唱團／《驚艷人聲─福爾摩沙合唱團 & Gary Graden》                                                           |
| 2009 （第20屆） | 李文智 《Stabat Mater 聖母哀悼曲》                                                                                  |
| 2009 （第20屆） | 李靜芳／《李靜芳個人唱唸專輯》                                                                                      |
| 2009 （第20屆） | Kelsang Chukie Tethong（葛莎雀吉）／《修行的女性》                                                                  |
| 2009 （第20屆） | 王鳳珠／《王鳳珠的山歌戲》                                                                                          |
| 2009 （第20屆） | 福爾摩沙合唱團／《完美結合Perfection》                                                                              |
| 2009 （第20屆） | 阿拉坦其其格、扎格達蘇榮／《蒙古長調民歌》                                                                          |
| 2010 （第21屆） | 台北室內合唱團（指揮：陳雲紅） 《當代狂潮－當代合唱音樂作品集》                                                     |
| 2010 （第21屆） | 史茵茵／《有人在替你祈禱》                                                                                          |
| 2010 （第21屆） | 魏海敏／《歐蘭朵》                                                                                                  |
| 2011 （第22屆） | 周文彬、游宜群 《春風》                                                                                             |
| 2011 （第22屆） | 福爾摩沙合唱團／《至好朋友就是耶穌》                                                                                |
| 2011 （第22屆） | 閻奕格／《我的花園在微笑》                                                                                          |
| 2011 （第22屆） | 柯綠娃、喻越越／《路 The Road》                                                                                     |
| 2011 （第22屆） | 木樓合唱團／《Wandering in a Song 流＋轉》                                                                          |
| 2011 （第22屆） | 李文智／《李文智琵琶地古樂團》                                                                                      |
| 2012 （第23屆） | 拉縴人男聲合唱團 《當代無伴奏男聲合唱－千縷清風 A Thousand Winds》                                                  |
| 2012 （第23屆） | 詹怡嘉／《唯有耶穌 Give Me Jesus～女高音詹怡嘉聖樂專輯》                                                            |
| 2012 （第23屆） | 福爾摩沙合唱團／《福爾摩沙合唱團大師系列音樂會之四 經典合唱作品》                                                   |
| 2012 （第23屆） | 黛青塔娜／《遷徙》                                                                                                  |
| 2012 （第23屆） | 王鳳珠／《鳳珠姐個客家歌～傳統新唱》                                                                                |
| 2013 （第24屆） | SURE人聲樂團 《南島Vali》                                                                                           |
| 2013 （第24屆） | 林慈音、台北愛樂合唱團、陳美玲、林中光、台北華新兒童合唱團／《樂典07─許常惠》                                       |
| 2013 （第24屆） | 林孟君、林玲慧／《樂典08─錢南章》                                                                                   |
| 2013 （第24屆） | Edgar L. Macapili 萬益嘉、Lici Talavan 萬盈穗、Uma Talavan 萬淑娟／《Siraya, Where Did You Go?西拉雅，你去了何處?》 |
| 2013 （第24屆） | 台北室內合唱團／《日光之上II─台語聖詩專輯》                                                                         |

### 最佳詮釋獎（第25屆～第27屆）
| 年份 （屆次）   | 入圍作品 |
| --------------- | --- |
| 2014 （第25屆） | 葉孟儒 《貝多芬．迪亞貝里 葉孟儒鋼琴演奏專輯 》                                                                           |
| 2014 （第25屆） | 李寶春／《知己》 |
| 2014 （第25屆） | 朱苔麗／《朱苔麗--璀璨美聲-演唱會》                                                                                       |
| 2014 （第25屆） | 台北室內合唱團／《「聽你．聽我」--台灣人文合唱專輯》                                                                      |
| 2014 （第25屆） | 國家交響樂團／《樂無止境--呂紹嘉與國家交響樂團經典現場重現 》                                                             |
| 2015 （第26屆） | 福爾摩沙合唱團 曾宇謙 陳雲紅 《台灣歌仔簿二．想欲彈同調》 《薩拉沙泰名曲集》 《<寂靜之聲>經典聖樂合唱作品》               |
| 2015 （第26屆） | 台北室內合唱團／《<寂靜之聲>經典聖樂合唱作品》                                                                            |
| 2015 （第26屆） | 國家交響樂團／《馬水龍<霸王虞姬>交響組曲》                                                                                |
| 2015 （第26屆） | 蘇孟風／《<風．極境>蘇孟風古典吉他獨奏專輯》                                                                              |
| 2015 （第26屆） | 呂紹嘉／《樂典10—楊聰賢、洪崇焜、曾毓忠、鍾耀光》                                                                         |
| 2015 （第26屆） | 林望傑／《樂典10—楊聰賢、洪崇焜、曾毓忠、鍾耀光》                                                                         |
| 2016 （第27屆） | NSO國家交響樂團 呂紹嘉 拉縴人男聲合唱團 《世紀交響—呂紹嘉與國家交響樂團經典現場重現》 《Romantic Moments For Male Choir》 |
| 2016 （第27屆） | 台北室內合唱團／《聽你．聽我II—台灣歌謠的愛與聆聽》                                                                       |
| 2016 （第27屆） | 吳正宇／《十絕句—吳正宇長笛獨奏專輯》                                                                                     |
| 2016 （第27屆） | 顧寶文／《臺灣意象》 |

### 最佳詮釋獎演唱類（第28屆、第29屆）
| 年份 （屆次）   | 入圍作品                                                     |
| --------------- | ------------------------------------------------------------ |
| 2017 （第28屆） | 福爾摩沙合唱團 《土地的歌 - 石青如合唱作品》                 |
| 2017 （第28屆） | 駱惠賢／《望明月 - 駱惠賢南管散曲專輯》                      |
| 2018 （第29屆） | 王海玲 《一生只豫王海玲經典唱段選粹》                        |
| 2018 （第29屆） | 台北室內合唱團／《破繭與重生—文藝復興vs.當代合唱音樂作品集》 |
| 2018 （第29屆） | 鄧吉龍／《款款深深的東方美聲》                               |

### 最佳演唱獎（第30屆～至今）
| 年份 （屆次）                                                          | 入圍作品                                                        |
| ---------------------------------------------------------------------- | --------------------------------------------------------------- |
| 2019 （第30屆）                                                        | 台北愛樂室內合唱團 《印象臺灣II》                               |
| 2019 （第30屆）                                                        | 駱惠賢／《一紙相思—青和南管指套唱奏》                           |
| 2019 （第30屆）                                                        | 林宏宇／《舒曼 詩人之戀》                                       |
| 2019 （第30屆）                                                        | 台北室內合唱團 指揮-陳雲紅／《大地之歌—傾聽城市的聲音》         |
| 2019 （第30屆）                                                        | 茂林國小魯凱歌謠隊／《nanga tathné 來唱歌ㄖㄚ》                 |
| 2019 （第30屆）                                                        | 福爾摩沙合唱團／《默禱—蕭泰然老師紀念音樂會錄音專輯》           |
| 2020 （第31屆）                                                        | 羅惠真 《遞嬗-羅惠真 漢詩吟唱＆藝術歌曲專輯》                   |
| 2020 （第31屆）                                                        | 林健吉／《唱歌吧!》                                             |
| 2020 （第31屆）                                                        | 林錦如／《理查．史特勞斯：最後四首歌》                          |
| 2020 （第31屆）                                                        | 廖瓊枝／《廖瓊枝的聲音美學》                                    |
| 2021 （第32屆）                                                        | 台北室內合唱團 《〈䪩〉──無設限的詩歌紀行》                     |
| 2021 （第32屆）                                                        | 木樓合唱團／《木色Ⅲ──愛的禮讚》                                 |
| 2021 （第32屆）                                                        | 李靜芳／《傳──老歌仔韻．承──本土的根》                          |
| 2021 （第32屆）                                                        | 拉縴人男聲合唱團／《回家》                                      |
| 2021 （第32屆）                                                        | 南投縣立民和國中濁岸合唱團／《山林裡的歌聲》                    |
| 2022 （第33屆）                                                        | 福爾摩沙合唱團 《親愛主，牽我手》                               |
| 2022 （第33屆）                                                        | 文以莊／《文以莊 神的使女》                                     |
| 2022 （第33屆）                                                        | 來吉塔山之歌古謠傳唱／《2021驚嘆樂舞──臺灣原住民樂舞饗宴》      |
| 2022 （第33屆）                                                        | 游源鏗／《臺灣眼世界心──環球遊記》                              |
| 2022 （第33屆）                                                        | 楊秀卿／《位土地來的歌聲》                                      |
| 2023 （第34屆）                                                        | 台中室內合唱團 《台語十四行歌 人生七章》                        |
| 2023 （第34屆）                                                        | 朱丁順／《三台山ê風》                                           |
| 2023 （第34屆）                                                        | 陳美玲／《國樂臺語歌劇〈蔥仔開花〉》                            |
| 2023 （第34屆）                                                        | 蔣啟真／《國樂臺語歌劇〈蔥仔開花〉》                            |
| 2023 （第34屆）                                                        | 鄧吉龍／《福爾摩沙浪漫曲 美聲台語早期創作歌謠》                 |
| 2024 （第35屆）                                                        | 羅惠真 《問世間情是何物》                                       |
| 2024 （第35屆）                                                        | Voco Novo 爵諾歌手／《Voco Novo 爵諾歌手〈古早古早Goza Goza〉》 |
| 2024 （第35屆）                                                        | 林慈音／《傳承與展望－江文也紀念專輯》                          |
| 2024 （第35屆）                                                        | 范婷玉／《傳承與展望－江文也紀念專輯》                          |
| 2024 （第35屆）                                                        | 羅俊穎／《傳承與展望－江文也紀念專輯》                          |
| 2025 （第36屆）                                                        |                                                                 |
| 輔仁大學聖樂合唱團（男聲團）／《雷鳴遠神父編〈華文聖體降福經文〉選曲》 |                                                                 |
| 孔孝誠／《ANEMA E CORE 心靈交織》                                      |                                                                 |
| 陳嬿朱／《滿空飛》                                                     |                                                                 |
| 魏海敏／《琴韻新篇──2024臺北市傳統藝術季閉幕音樂會》                   |                                                                 |
| 盛鑑／《琴韻新篇──2024臺北市傳統藝術季閉幕音樂會》                     |                                                                 |

## 外部連結
- 國立傳統藝術中心 （页面存档备份，存于）
- 第35屆傳藝金曲獎 （页面存档备份，存于）
- 傳藝金曲獎的Facebook專頁